# Gajek (Bartoszyce)
Gajek (deutsch Ferdinandsfelde) ist ein untergegangener Ort in der polnischen Woiwodschaft Ermland-Masuren. Er liegt im Gebiet der Gmina Bartoszyce (Landgemeinde Bartenstein) im Powiat Bartoszycki (Kreis Bartenstein).
Die Ortsstelle von Gajek liegt in der nördlichen Mitte der Woiwodschaft Ermland-Masuren, 13 Kilometer nördlich der Kreisstadt Bartoszyce (deutsch Bartenstein).
Ferdinandsfelde wurde im Jahre 1861 gegründet. Bis 1928 war es ein Vorwerk zum Gutsbezirk Perkau (polnisch Parkoszewo) im ostpreußischen Kreis Friedland (ab 1927 „Kreis Bartenstein“ genannt). Im Jahre 1905 zählte der kleine Ort zehn Einwohner.
Im Jahre 1928 „wechselte“ Ferdinandsfelde als Wohnplatz in die Landgemeinde Lapkeim (polnisch Łapkiejmy).
Als 1945 in Kriegsfolge das nördliche Ostpreußen an die Sowjetunion und das südliche Ostpreußen an Polen fiel, lag Ferdinandsfelde auf polnischem Gebiet unmittelbar an der polnisch-sowjetischen Grenze. Der Ort bekam die polnische Namensform „Gajek“, wurde aber wohl aufgrund seiner Grenzlage nicht mehr besiedelt. Der Name wird offiziell nicht mehr genannt, der Ort gilt als verwaist und untergegangen.
Bis 1945 war Ferdinandsfelde in die evangelische Kirche Schönbruch (nördlicher Teil russisch Schirokoje, südlicher Teil polnisch Szczurkowo) in der Kirchenprovinz Ostpreußen der Kirche der Altpreußischen Union, außerdem in die römisch-katholische Kirche St. Bruno Bartenstein im damaligen Bistum Ermland eingepfarrt.
Zur Ortsstelle Gajeks besteht keine Wegeverbindung. 